# Post-capitalisme
Le post-capitalisme est un concept qui concerne plusieurs propositions visant à créer un nouveau système économique ayant pour ambition de remplacer le capitalisme. Selon certains marxistes classiques et certaines théories d'évolution sociale, une société post-capitaliste pourrait naître d'une obsolescence spontanée du capitalisme. D'autres proposent des modèles visant à remplacer intentionnellement le capitalisme. Voir à ce propos les concepts de réformisme et d'utopie technologique.
Différents penseurs suggèrent qu'un travail actif doit être entrepris pour construire un monde post-capitaliste avant que la société capitaliste ne s'effondre. Un changement graduel de la société est pour certains plus favorable qu'un choc,.

## Histoire
En 1993, Peter Drucker a esquissé une évolution possible de la société capitaliste dans son livre Post-Capitalist Society, qui affirme que la connaissance, plutôt que le capital, la terre ou le travail, est la nouvelle base de la richesse. Les classes d'une société post-capitaliste à part entière devraient être divisées en travailleurs de la connaissance ou en travailleurs des services, par opposition aux capitalistes et aux prolétaires d'une société capitaliste. Drucker a estimé que la transformation vers le post-capitalisme serait achevée en 2010-2020. Drucker a également préconisé de repenser le concept de propriété intellectuelle en créant un système de licence universelle.
En 2015, selon Paul Mason, plusieurs facteurs — l'augmentation des inégalités de revenus, la répétition des cycles d'expansion et de récession, et les contributions du capitalisme au changement climatique — ont conduit les économistes, les penseurs politiques et les philosophes à commencer à réfléchir sérieusement à l'aspect et au fonctionnement d'une société post-capitaliste. Le post-capitalisme devrait être rendu possible grâce aux progrès de l'automatisation et des technologies de l'information, qui font tendre les coûts de production vers zéro.
Nick Srnicek et Alex Williams identifient une crise dans la capacité et la volonté du capitalisme d'employer tous les membres de la société : « il y a une population croissante de personnes qui se situent en dehors du travail formel et rémunéré, avec des prestations sociales minimales, un travail informel de subsistance, ou par des moyens illégaux ».

## Variations

### Système de contrôle du patrimoine
Le système de contrôle du patrimoine est un plan socio-économique qui conserve une économie de marché, mais qui retire aux banques le pouvoir d'accorder des prêts sur la base de réserves fractionnaires et qui limite l'impression de monnaie par le gouvernement afin de compenser la déflation. L'argent imprimé est utilisé pour acheter les matériaux nécessaires à la fabrication de la monnaie et pour payer les programmes gouvernementaux à la place des impôts, le reste étant réparti équitablement entre tous les citoyens pour stimuler l'économie (on parle alors de « chèque du patrimoine », d'où le nom du système). L'auteur original de l'idée, Robert Heinlein, a déclaré dans son livre For Us, The Living: A Comedy of Customs, que le système se renforcerait de lui-même et qu'il finirait par donner lieu à des chèques de patrimoine réguliers permettant à la plupart des citoyens de vivre modestement.

### Démocratie économique
La démocratie économique est une philosophie socio-économique qui établit un contrôle démocratique des entreprises par leurs travailleurs et un contrôle social des investissements par un réseau de banques publiques.

### Économie participative
Dans son livre Of the People, By the People: The Case for a Participatory Economy, Robin Hahnel décrit une économie post-capitaliste appelée économie participative.
L'économie participative, souvent abrégée en Parecon, est un système économique basé sur la prise de décision participative comme principal mécanisme économique d'allocation dans la société. Dans ce système, le pouvoir de décision est proportionnel à l'impact sur une personne ou un groupe de personnes. L'économie participative est une forme d'économie planifiée décentralisée socialiste impliquant la propriété collective des moyens de production. Il s'agit d'une alternative proposée au capitalisme contemporain et à la planification centralisée. Ce modèle économique est principalement associé au théoricien politique Michael Albert et à l'économiste Robin Hahnel, qui décrit l'économie participative comme une vision économique anarchiste.
Hahnel affirme qu'une économie participative redonnera de l'empathie à nos choix d'achat. Le capitalisme nous empêche de savoir comment et par qui un produit a été fabriqué : « Lorsque nous mangeons une salade, le marché supprime systématiquement les informations sur les travailleurs migrants qui l'ont cueillie ».

### Socialisme
Le socialisme implique souvent la propriété commune des entreprises et une économie planifiée, bien qu'en tant qu'idéologie intrinsèquement pluraliste, la question de savoir si l'une ou l'autre de ces caractéristiques est essentielle est débattue. Dans PostCapitalism: A Guide to Our Future, Paul Mason affirme que la planification centralisée, même avec la technologie avancée d'aujourd'hui, est irréalisable.
Dans la politique britannique, des courants du corbynisme et du parti travailliste ont adopté cette tendance « postcapitaliste »,.

### Permaculture
La permaculture est définie par son coauteur Bill Mollison comme : « La conception et l'entretien conscients de systèmes agricoles productifs qui ont la diversité, la stabilité et la résilience des écosystèmes naturels ».

### Théorie de l'utilisation progressive
La théorie de l'utilisation progressive (PROUT) est une philosophie socio-économique et politique créée par le philosophe et chef spirituel indien Prabhat Ranjan Sarkar en 1959. PROUT comprend la décentralisation de l'économie, la démocratie économique, le développement des coopératives, la satisfaction des cinq besoins fondamentaux de tous les membres actifs de la société : nourriture, vêtements, logement, éducation, soins médicaux, et la résolution systématique des problèmes environnementaux par le développement technologique et la limitation de la consommation.

### Décroissance et théorie monétaire moderne
Selon l'anthropologue économique Jason Hickel, la théorie monétaire moderne (MMT) pourrait aider le mouvement de décroissance à passer à une « économie post-croissance et post-capitaliste ». À cette fin, il suggère que le pouvoir du « rôle du gouvernement en tant qu'émetteur de monnaie » pourrait être utilisé pour ramener l'économie en équilibre avec le monde naturel tout en réduisant les inégalités économiques en fournissant des services de base universels de haute qualité, en mettant en œuvre le développement rapide d'une infrastructure d'énergie renouvelable pour éliminer complètement les combustibles fossiles dans un délai plus court, et en établissant une garantie d'emploi public pour 30 heures par semaine à un salaire décent pour effectuer un travail décommodifié et socialement utile dans le secteur des services publics, ainsi qu'un travail utile dans le développement de l'énergie renouvelable et la restauration de l'écosystème. M. Hickel note que le fait d'offrir un salaire de subsistance de 30 heures par semaine présente également l'avantage de déplacer les revenus du capital vers le travail. Il ajoute que la fiscalité peut être utilisée pour « réduire la demande afin de ramener l'utilisation des ressources et de l'énergie à des niveaux cibles », et plus particulièrement pour réduire le pouvoir d'achat des riches.